# Roset (ornament)
 Denne artikel bør gennemlæses af en person med fagkendskab for at sikre den faglige korrekthed.

 For alternative betydninger, se Roset. (Se også artikler, som begynder med Roset)
En roset eller rosette er en stiliseret blomst af rosen-familien, der anvendes som ornament. Må ikke forveksles med rosetvindue (fx glasudsmykning i en domkirke). Rosetter laves af stukkatører.
| Arkitektur | Spire Denne arkitekturartikel er en spire som bør udbygges. Du er velkommen til at hjælpe Wikipedia ved at udvide den. |